# Nathalie Pohl
Nathalie Pohl (Marburgo, 13 de octubre de 1994) es una nadadora alemana de aguas abiertas y natación extrema. También es dos veces plusmarquista mundial y poseedora de la Triple Corona de Natación en Aguas Abiertas. Pohl ha completado seis de las siete travesías a nado de los Siete Océanos (en marzo de 2023).

## Carrera profesional
Pohl lleva nadando desde los cinco años, al principio en varios clubes de Hesse de forma competitiva. Con 19 años, se pasó a la natación en aguas abiertas en 2014. En su primer año, participó en la Bodenseequerung (travesía del lago de Constanza), en la 27.ª edición de Lake Zurick Swim la travesía a nado del lago de Zúrich (Suiza), así como en la Clean Half Marathon Swim y en la New World Harbour Race de Hong Kong.
En 2015, lanzó su primer intento de cruzar el Canal de la Mancha y, por tanto, la primera etapa de los Siete Océanos, pero no lo consiguió. Un año más tarde, estableció su primer récord mundial, batiendo el anterior récord femenino de los 14 km del Estrecho de Gibraltar, que había sido establecido en 2010. En octubre del mismo año, cruzó el Canal de la Mancha en su segundo intento. Así, en 2016, había completado con éxito dos de las siete etapas de los Siete Océanos. En 2017, Pohl cruzó el Canal de Catalina en su primer intento. Un año más tarde, tuvo que posponer prematuramente su travesía del estrecho de Tsugaru, en Japón, debido a una costilla rota.
En 2018, Pohl se convirtió en la primera nadadora alemana en lograr la Triple Corona de Natación en Aguas Abiertas. Obtuvo este título al cruzar el Canal de la Mancha y el Canal de Catalina en años anteriores, así como al completar la Travesía a Nado de los 20 Puentes alrededor de Manhattan en junio de ese año.
En 2019, completó el estrecho de Tsugaru, su cuarta etapa de los Siete Océanos, en su segundo intento. Ese mismo año, fracasó en su primer intento de cruzar el estrecho de Cook. En febrero de 2020, fracasó en su segundo intento. Sin embargo, ese mismo año logró su segundo récord mundial al cruzar el Canal de Jersey casi una hora más rápido que el anterior poseedor del récord y más de un cuarto de hora más rápido que cualquier otro nadador masculino. En agosto de 2022, cruzó el Canal de Kaiwi desde Molokai hasta Oahu, su quinta etapa de los Siete Océanos. A principios de 2023, cruzó el estrecho de Cook en su tercer intento, su sexta etapa de los Siete Océanos.
Además, ha participado con éxito en competiciones internacionales en Israel, Australia, España y Emiratos Árabes Unidos. Joshua Neuloh y Adam Walker son sus entrenadores.

## Logros

### Registros
- 23.04.2016: Récord mundial de cruce del Estrecho de Gibraltar (14 km) en 2:53 horas,[1]
- 07.09.2020: Récord mundial de travesía del Canal de Jersey (22,5 km) en 5:29 horas,[2][12]
- 01.07.2016: récord de travesía del lago Constanza entre Friedrichshafen y Romanshorn (35 km) en 9:19 horas.[8]

### Nataciones de los Siete Océanos*
| Track                 | Inicio/Fin                         | Longitud | Duración | Fecha      | Observaciones                                   |
| --------------------- | ---------------------------------- | -------- | -------- | ---------- | ----------------------------------------------- |
| Estrecho de Gibraltar | Marruecos y España                 | 14 km    | 02:53    | 23.04.2016 | nadadora más rápida (récord mundial)            |
| Canal de la Mancha    | Inglaterra y Francia               | 34 km    | 11:10    | 21.09.2016 | nadadora alemana más rápida                     |
| Canal de Catalina     | Isla Santa Catalina y Los Ángeles  | 34 km    | 09:09    | 19.06.2017 | primera nadadora alemana, la europea más rápida |
| Estrecho de Tsugaru   | Islas Honshu y Hokkaido, Japón     | 20 km    | 10:09    | 05.08.2019 | primera nadadora alemana, la europea más rápida |
| Canal Kaiwi           | Islas Molokaʻi y Oʻahu, Hawái      | 44 km    | 15:05    | 17.08.2022 | primera nadadora alemana                        |
| Estrecho de Cook      | Islas Sur y Norte de Nueva Zelanda | 26 km    | 06:33    | 01.03.2023 | primera nadadora alemana, la europea más rápida |

*La ruta a través del Canal del Norte, de 34 km (Irlanda del Norte y Escocia), aún no se ha completado con éxito.

### Clasificación en competiciones internacionales
- 10.08.2014: 27ª Travesía a nado del lago de Zúrich, Suiza (26 km): 2º puesto femenino en 7:43 horas,[7]
- 20.06.2014: Breitenquerungen, Lago Constanza (12 km): 1er puesto femenino en 2:50 horas,[16]
- 11.10.2014: Clean Half Marathon Swim, Hong Kong (15 km): 10º puesto mujeres en 4:49 horas,[8][17]
- 12.10.2014: New World Harbour Race, Hong Kong (1,5 km): 3er puesto mujeres,[9]
- 23.07.2017: Bosphorus Cross Continental Swim, Turquía (6,5 km): 2º puesto mujeres,[18] 6º en la general,[8]
- 25.02.2018: Rottnest Channel Swim, Australia (20 km): europeo más rápido y entre las 20 primeras mujeres,[11]
- 30.06.2018: 20 Bridges Swim, Nueva York (46 km): 3ª europea más rápida y la alemana más rápida en 8:12 horas,[3][8]
- 28.01.2019: Red Sea Swim Cup, Israel (7,5 km): 1er puesto femenino en 1:46 horas,[3]
- 07.06.2021: Travesía del Canal de Menorca, España (40 km): 1er puesto femenino en 9:50 horas,[12]
- 12.03.2022: Oceanman, Emiratos Árabes Unidos (10 km): 1er puesto entre las mujeres del grupo de edad 20-29 años en 2:38 horas.[13]

## Mayor compromiso
Pohl es inversor en Restube desde 2018. La empresa vende una especie de airbag para nadadores en el agua. También es patrona de la Academia de Experiencias Acuáticas iniciada por la empresa. La academia sensibiliza a los niños sobre la natación en aguas abiertas para que puedan desplazarse allí con seguridad. Pohl también es miembro fundador de la organización sin fines de lucro Menschen brauchen Menschen e.V., patrocinada por Deutsche Vermögensberatung AG. Entre otras cosas, la asociación ofrece cursos gratuitos de iniciación a la natación para niños de cinco a once años, en colaboración con la Marburger Tafel y la DLRG Marburg.

## Vida privada
Pohl es nieta de Reinfried Pohl, fundador de Deutsche Vermögensberatung AG. e hija de Andreas Pohl, Presidente del Consejo de Deutsche Vermögensberatung AG